# 얀 콜라르

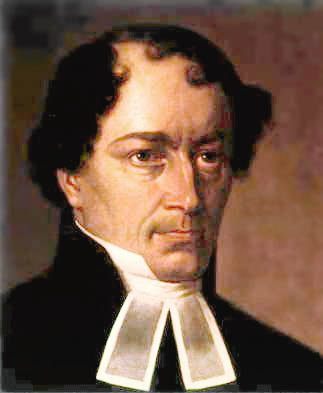
얀 콜라르

얀 콜라르(슬로바키아어: Ján Kollár, 1793년 7월 29일 헝가리 왕국 모쇼츠(Mosóc, 현재의 슬로바키아 모쇼우체(Mošovce)) ~ 1852년 1월 24일 오스트리아 제국(현재의 오스트리아) 빈)는 슬로바키아의 시인, 작가, 정치인, 철학자, 언어학자이다.

## 생애
헝가리 왕국 모쇼츠(Mosóc, 현재의 슬로바키아 모쇼우체(Mošovce)) 출신이며 프레스부르크(Pressburg, 현재의 슬로바키아 브라티슬라바)에서 루터교 학당을 졸업했다. 1817년 독일 예나 대학교에 입학한 뒤부터 범슬라브주의 운동에 참여했다.
헝가리 페슈트(Pest, 현재의 헝가리 부다페스트)에서 슬로바키아인 루터교 공동체의 목사를 역임하는 한편 슬로바키아 민족주의 운동에 참여했다. 1849년 빈 대학교에서 슬라브족 고고학 교수를 역임하면서 슬로바키아인 문제에 관한 오스트리아 당국의 조언자 역할을 수행했다.
1974년에는 모쇼우체에 위치한 얀 콜라르의 목조 생가에서 유일하게 남아 있는 곡물 창고를 개조한 박물관이 개관했다. 얀 콜라르의 생가의 나머지 부분은 1863년 8월 16일에 일어난 화재로 인해 소실되었다. 주요 작품으로 서사시 《슬라바의 딸》(Slávy Dcera, 1824년)이 있다.

## 사진

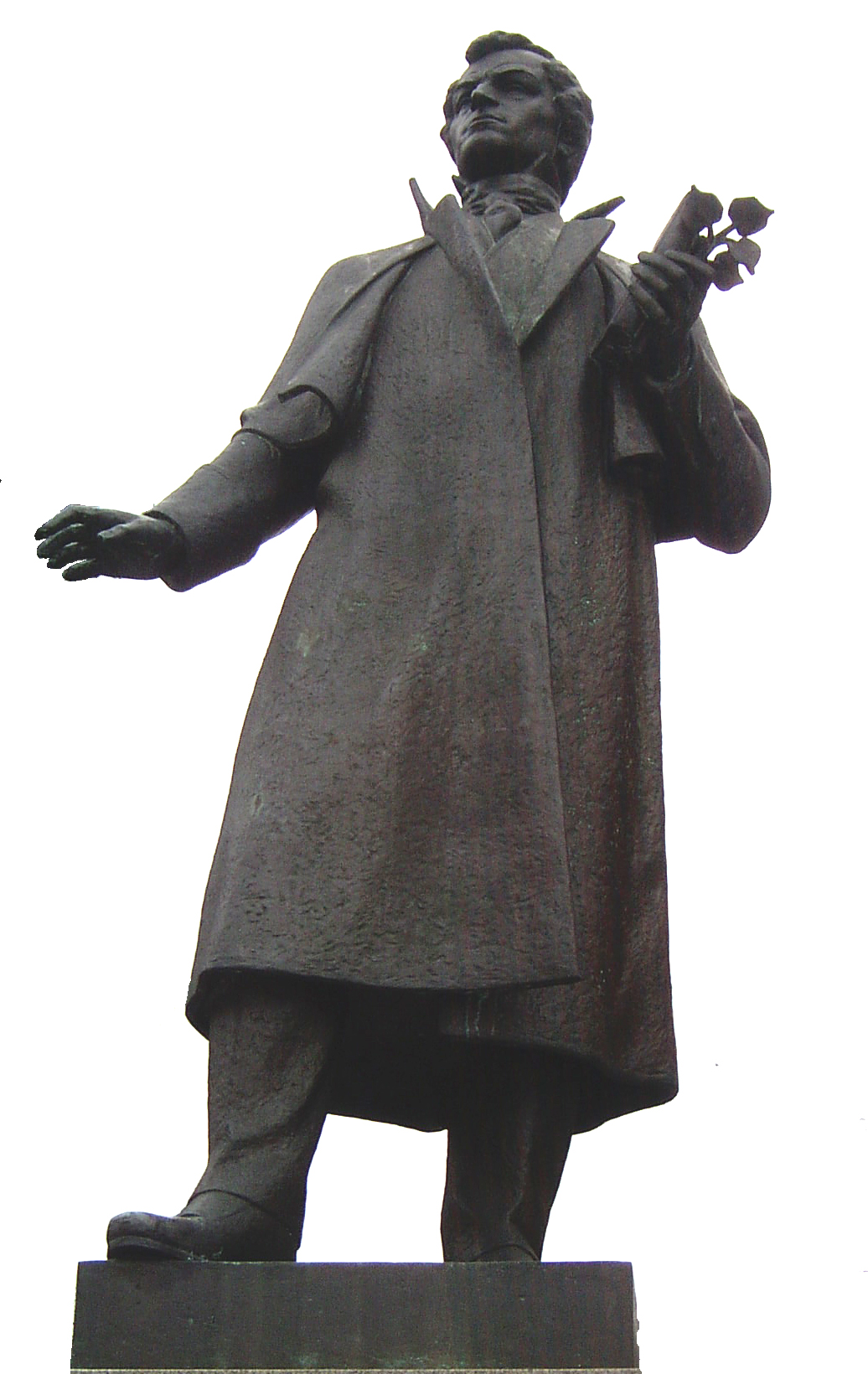
모쇼우체에 위치한 얀 콜라르 동상
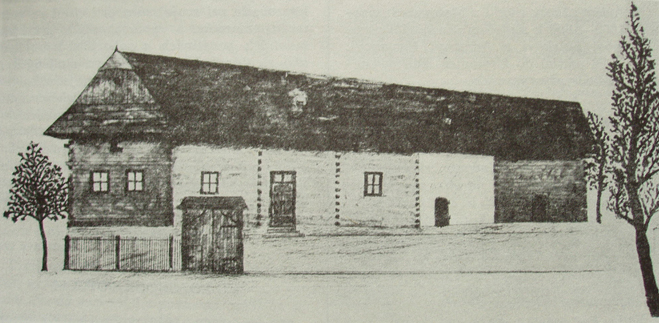
모쇼우체에 위치한 얀 콜라르 생가
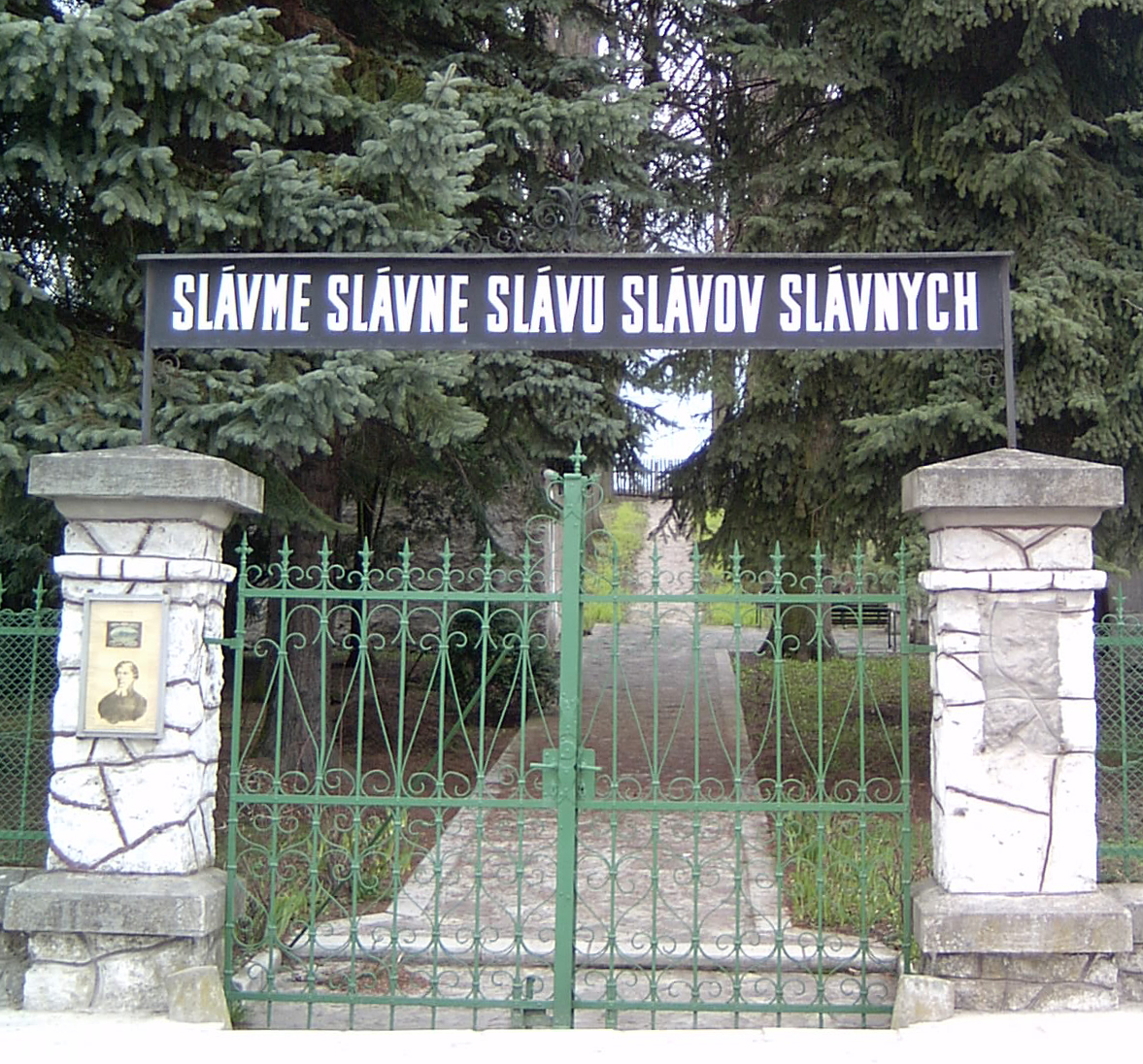
얀 콜라르에 관한 표어
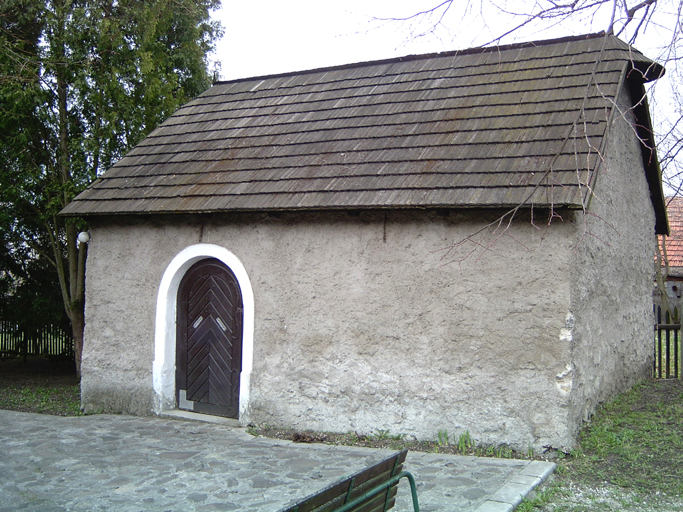
모쇼우체에 위치한 얀 콜라르 박물관